# NXT Vengeance Day (2025)
Pour les articles homonymes, voir WWE Vengeance.
L'édition 2025 de Vengeance Day est un Premium Live Event de catch (lutte professionnelle) produit par la World Wrestling Entertainment, une fédération de catch américaine qui est télédiffusée et visible en paiement à la séance sur le WWE Network (en France et en Belgique). Cet événement met en avant les Superstars de NXT, le club-école de la compagnie. Il aura lieu le 15 février 2025 au	CareFirst Arena à Washington D.C.. Il s'agit de la cinquième édition de Vengeance Day depuis son retour pour la branche de NXT.

## Contexte
Les spectacles de la World Wrestling Entertainment (WWE) sont constitués de matchs aux résultats prédéterminés par les scénaristes de la WWE. Ces rencontres sont justifiées par des storylines – une rivalité avec un catcheur, la plupart du temps – ou par des qualifications survenues dans les shows de la WWE telles que NXT. Tous les catcheurs possèdent une gimmick, c'est-à-dire qu'ils incarnent un personnage gentil (Face) ou méchant (Heel), qui évolue au fil des rencontres. Un événement comme Vengeance Day est donc un événement tournant pour les différentes storylines en cours,.

### Giulia (c) contre Bayley contre Roxanne Perez contre Cora Jade
Le 7 janvier à NXT: New Year's Evil (2025), Giulia a battu Roxanne Perez pour remporte le NXT Women's Championship. Une semaine plus tard, Roxanne est venue s'adresser aux fans pour annoncer son départ de NXT avant d'être interrompue par Bayley qui essaie de lui donner des conseils en vain avant qu'une bagarre éclate entre les deux femmes. Bayley apparaît à NXT la semaine suivante pour montrer sa gratitude aux fans avant d'être interrompue par Giulia qui montre son respect à Bayley. Perez et son alliée, Cora Jade , les interrompent et les insultent alors qu'une bagarre éclate entre les deux équipes. Une semaine plus tard, les deux équipes s'affrontent dans un tag team match , que Giulia et Bayley remportent après que cette dernière ait fait le tombé sur Cora Jade. Plus tard dans la soirée, la directrice générale de NXT, Ava, a annoncé que Giulia défendrait le titre contre Bayley et Perez dans un match à triple menace à Vengeance Day. Le 11 février, Cora Jade s'ajoute au match grâce à sa victoire en un contre un face à Bayley transformant ce match en Fatal Four Way match .

### Oba Femi (c) contre Grayson Waller contre Austin Theory
Le 10 février à NXT, A-Town Down Under (Austin Theory et Grayson Waller) ont accueilli le NXT Champion Oba Femi dans un épisode de The Grayson Waller Effect. Femi a déclaré qu'il défendrait le titre contre l'un des deux à Vengeance Day mais la directrice générale de NXT, Ava a contesté la déclaration de Femi sur ses adversaires, mais a annoncé que le titre serait défendu Triple Threat match

### Fallon Henley (c) contre Stephanie Vaquer
Le 7 janvier à NXT: New Year's Evil (2025), Stephanie Vaquer à remporter un Fatal Four Way match pour devenir l'aspirante n°1 au NXT Women's North American Championship détenu par Fallon Henley. Plus tard dans la soirée, Shotzi à remporter un 6-Woman Tag Team Match en faisant le tombé sur Henley. Shotzi et Vaquer ont argumenter sur qui devait avoir un match pour le titre en première. Un match entre les deux aura finalement lieu la semaine suivante qui sera remporter par Shotzi grâce à l'intervention de Fatal Influence. Deux semaines plus tard, après la victoire de Henley sur Shotzi pour conserver le titre. Après le match Vaquer viendra confrontée Henley et un match entre les deux sera officialisé pour Vengeance Day.

### Ethan Page contre Je'Von Evans
Le 17 décembre 2024 à NXT, Ethan Page est venu sur le ring en déclarant qu'il méritait toute la haine qu'il recevait des fans et qu'il avait perdu son sourire avant d'être interrompu par Je'Von Evans qui lui dit qu'il mérité ce qu'il lui arrivait. Page attaquera Evans en réponse en lui brisant la mâchoire avec une chaise. Deux semaines plus tard, Page bat le partenaire de Evans Cedric Alexander avant de lui écrasé la main avec une caisse à outils. Le 14 janvier 2025, Page battra Dante Chen et lui écrase la jambe avec les escaliers en acier avant que Evans ne revienne pour attaquer Page. Le 11 février, Evans reçoit l'autorisation pour combattre mais Ava lui a fait signer une clause selon laquelle la WWE ne serait pas responsable de tout dommage causé à Evans. Après avoir signé la clause, Ava a à contrecœur rendu le match officiel.

### Nathan Frazer (c) et Axiom (c) contre Josh Briggs et Yoshiki Inamura
En juillet 2024, Josh Briggs a participé au N-1 Victory organisé par la Pro Wrestling NOAH. Après son excursion à Noah, Briggs a formé une équipe avec Yoshiki Inamura durant lequel, ils ont cherché a remporté les NXT Tag Team Championship détenus par Nathan Frazer et Axiom. Le 4 février 2025 à NXT, Frazer a dit à Briggs et Inamura de trouver quelqu'un à battre pour prouver qu'ils méritaient un match pour le titre. Briggs a défié Hank Waller et Tank Ledger tandis qu'Inamura a défié No Quarter Catch Crew (Heights et Myles Borne ), ce qui a incité la directrice générale de la NXT, Ava, à programmer un Triple Threat Tag Team match . Après que Briggs et Inamura aient remporté le match, Axiom et Frazer ont annoncé qu'ils défendraient le titre contre Briggs et Inamura à Vengeance Day.

### Eddy Thorpe contre Trick Williams
Le 3 décembre 2024 à NXT, Eddy Thorpe remporte un Fatal Four Way pour obtenir une dernière chance de participer à l'Iron Survivor Challenge à NXT Deadline (2024), toutefois il fut attaqué et retiré du match. Le 10 décembre, Thorpe confronte le champion NXT Trick Williams et exige un match pour le titre, ce que Williams accepte. Après avoir signé le contrat de match pour le titre, Thorpe révèle à la directrice générale de la NXT Ava qu'il a organisé sa propre attaque. Le match pour le titre la semaine suivante se termine par un double tombé et Williams conserve donc son titre. Le 7 janvier 2025 à NXT: New Year's Evil (2025), a lieu un match revanche avec Oba Fami en qualité de vainqueur de l'Iron Survivor Challenge dans un Triple Threat match remporté par ce dernier. Le 4 février à NXT, Williams perd un match en équipe face à A-Town Down Under (Austin Theory et Grayson Waller) à cause d'une intervention de Thorpe à l'aide d'une lanière de cuir. Après le match, Thorpe continuera de fouetté Williams. La semaine suivante, Thorpe a défié Williams à un Strap match qui sera accepté par ce dernier.

## Tableau des matchs
| Ordre par numéros                                                                         | Résultat                                                               | Stipulation(s)                                               | Temps |
| ----------------------------------------------------------------------------------------- | ---------------------------------------------------------------------- | ------------------------------------------------------------ | ----- |
| 1                                                                                         | Stephanie Vaquer bat Fallon Henley (c) (avec Jazmyn Nyx et Jacy Jayne) | Match simple pour le NXT Women's North American Championship | 15:01 |
| 2                                                                                         | Nathan Frazer (c) et Axiom (c) battent Josh Briggs et Yoshiki Inamura  | Tag Team match pour le NXT Tag Team Championship             | 10:24 |
| 3                                                                                         | Eddy Thorpe bat Trick Williams                                         | Strap match                                                  | 10:58 |
| 4                                                                                         | Ethan Page bat Je'Von Evans                                            | Match simple                                                 | 12:00 |
| 5                                                                                         | Oba Femi (c) bat Grayson Waller et Austin Theory                       | Triple Threat match pour le NXT Championship                 | 13:12 |
| 6                                                                                         | Giulia (c) bat Bayley, Roxanne Perez et Cora Jade                      | Fatal Four Way match pour le NXT Women's Championship        | 18:31 |
| La lettre C placée entre parenthèses désigne la personne ou l’équipe championne en titre. |                                                                        |                                                              |       |